# 新北市立永平高級中學

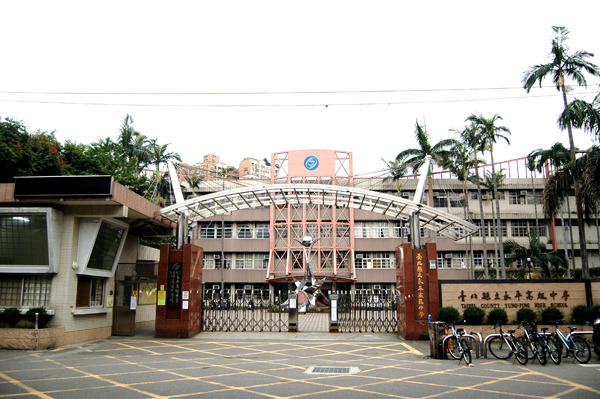
校門

新北市立永平高級中學（New Taipei Municipal Yongping High School），簡稱永平高中，位於新北市永和區的完全中學，雙和地區的三所公立高中之一。

## 校史
- 1971年創校：定名為「臺北縣立永平國民中學」。
- 1993年：省立中和高中創校，並同時於永和（永平國中校內）設立「臺灣省立中和高級中學永平分部」。
- 1995年：中和高中永平分部獨立，並合併永平國中，改制為「臺北縣立永平中學」。
- 1997年：成立永平中學教育發展基金會。
- 2000年：因法令修訂，學校改名為「臺北縣立永平高級中學」，並於同年成立進修學校（高中學制）。
- 2010年：因五都升格，臺北縣升格為新北市，改隸為「新北市立永平高級中學」

### 歷任校長
| 任期 | 姓名   | 任職日期  | 離職日期  | 異動原因                                                                           |
| ---- | ------ | --------- | --------- | ---------------------------------------------------------------------------------- |
| 1    | 林丕格 | 1971年8月 | 1982年7月 | 原臺北縣立金山國民中學校長轉任，調任臺北縣立中和國民中學                           |
| 2    | 曾樹農 | 1987年8月 | 1990年7月 | 原臺北縣立板橋國民中學校長轉任，調任臺北縣立碧華國民中學                           |
| 3    | 郭泮   | 1990年8月 | 1996年7月 | 原臺北縣立金山國民中學校長轉任，調任臺北縣立雙溪高級中學                           |
| 4    | 許照庸 | 1996年8月 | 2002年7月 | 原臺北縣立光復國民中學籌備處主任轉任，調任臺北縣立清水高級中學                     |
| 5    | 黃嘉明 | 2002年8月 | 2007年7月 | 原臺北縣立清水高級中學校長轉任，任內退休應聘桃園縣私立永平高級工商職業學校校長一職 |
| 6    | 李玲惠 | 2007年8月 | 2014年7月 | 原臺北縣立積穗國民中學校長轉任，調任新北市立新店高級中學                           |
| 7    | 劉淑芬 | 2014年8月 | 2021年7月 | 原新北市立忠孝國民中學校長轉任，調任新北市立中和高級中學                           |
| 8    | 沈美華 | 2021年8月 | 現任      | 原新北市立三民高級中學校長轉任                                                     |

## 現況
目前永平高中計有高中部每年級11個班，共33班，包含每年級分別為數理實驗班、外語實驗班及美術班的4、8、10班；國中部31班、高中進修部3班，特殊教育班1班，合計68班。

## 相關連結
- 官方网站

1. ↑  . www.yphs.ntpc.edu.tw.   [2024-03-13]. （原始内容存档于2024-08-01）.